# Alexander Sutherland Neill
Alexander Sutherland Neill (født 17. oktober 1883, død 23. september 1973) var en pædagog, der grundlagde reformskolen Summerhill. Herudover skrev han en række bøger om skolen og om opdragelse.
Neill var inspireret af psykoanalysen, særligt Erich Fromm og Wilhelm Reich, og dennes seksualpolitik, men også af reformpædagogen Homer Lane.
Neill mener, at voksne ikke har ret til at tvinge børn til at gå til undervisning. Ønsker børn undervisning skal de nok selv sige til, og Neill skriver om hvordan de fleste børn selv vælger at gå i skole i sidste ende. Under sloganet "hjerter, ikke hjerner, i skolen" kritiserer han den ensidige læggen vægt på faglige kundskaber. Det er langt vigtigere at skabe hele mennesker end neurotiske forskere.
Børnene inddrages på skolen i en demokratisk proces, hvor man må forbløffes over den forstand og gensidige respekt hvormed børnene styrer det lille samfund. Fællesskabet bestemmer regler og straf for alle. Selv Neill må underkaste sig beslutninger som han finder ukloge eller irriterende. Alligevel ender det ofte med at en beslutning senere omgøres, hvis den viser sig at være forkert.
Han er også meget forstående overfor større børns og unges seksualitet, ligesom han går ind for seksualundervisning også af mindre børn. Ofte fortolker han børns problemer som seksuelle konflikter, hvilket Fromm (venligt) kritiserer som overfortolkning. Neill udtaler sig på intet tidspunkt til fordel for seksuelle forhold imellem børn og voksne, måske tværtimod.
Neill konstaterer at det alle vegne er "haderne der har magten" i samfundet, men igennem ændring af undervisningssystemet kan samfundet ændres radikalt.
Uden den seksuelle undertrykkelse bliver børn mere harmoniske mennesker, mener Neill, og han ser forbrydelser, også pervers seksualitet og herunder voldtægt af børn, som udspringende af denne undertrykkelse af børns seksualitet. Homoseksualitet er også en perversion, men Neill er ikke fordømmende.
Seksuelle forhold imellem store børn og unge har bedre vilkår på Summerhill end andre steder, og dette kritiserers skarpt af en skoledirektør i Californien: "Jeg kunne lige så godt sende mine børn til et bordel". Omvendt mener en præst at "Summerhill er et helligt sted", fordi det realiserer den kærlighed til børn, man også finder i Kristi ord.
Alexander Sutherland Neill står sammen med sit forbillede Lane som en af de store praktiske pædagogiske tænkere.
Ideen om at det hele menneske er vigtigere end bøgerne kan give stof til eftertanke, når man ser på hvad organisationen Youngminds udtaler:
"Academic ability at age 10 may be no more important than mentally healthy personality traits (e.g. 'good peer relations') in predicting employment and earnings at age 26.
Yet schools are organised around academic development, with emotional development occurring as a side-benefit. "
Dette empiriske emne ligger dog ud over emnet for denne artikel.